# Bredemeyera confusa
Bredemeyera confusa là một loài thực vật có hoa trong họ Polygalaceae. Loài này được Chodat mô tả khoa học đầu tiên năm 1894.